# Беницкий, Ференц
Ференц Беницкий (венг. Ferenc Beniczky; 6 января 1833, Пешт, Австрийская империя — 14 мая 1905, Будапешт, Австро-Венгрия) — венгерский политический, государственный и театральный деятель. Действительный тайный советник. Имперский и королевский камергер.

## Биография
Представитель знатной дворянской семьи. Получил хорошее домашнее образование. В 1854—1861 гг. путешествовал по Европе. В 1868 году был назначен финансовым советником.
Член Национальной партии. Избирался депутатом Национального собрания Венгрии (1880—1881 и 1884—1887).
В 1884 году стал заместителем министра внутренних дел Австро-Венгрии.
В 1888—1891 годах работал директором государственных театров (в том числе Национального театра в Будапеште и Будапештской оперы).
В 1881—1884 годах - фёишпан (комиссар) комитата Яс-Надькун-Сольнок. В 1890—1905 годах — руководитель комитата Пешт-Пилиш-Шольт-Кишкун.
Был женат на писательнице Элеоноре Беницкой-Байзе.

## Награды
- Королевский венгерский орден Святого Стефана (командорский крест, 1890)
- Орден Таковского креста  (большой крест, 1895)
- Орден Короны Румынии (большой крест, 1899)
- Почётный гражданин города Кечкемет (1900)
- Персидский орден Льва и Солнца (1-я степень, 1901)
- Императорский австрийский орден Франца Иосифа (большой крест, 1905)
- Почётный гражданин города Будапешт (1890)

Умер от атеросклероза.